# 沼津藩
沼津藩（ぬまづはん）は、江戸時代の藩の一つ。駿河国駿東郡（現：静岡県沼津市大手町）の沼津城を居城とした。藩主は水野家で、帝鑑間詰め譜代大名として老中など幕閣を輩出した。

## 略歴
沼津に初めて本拠を置いた近世大名は、相模小田原藩主・大久保相模守忠隣の叔父に当たる治右衛門忠佐である。忠佐は慶長6年（1601年）2月、上総茂原から2万石で当時の三枚橋城に入り沼津藩を立藩する（ただし当時藩という言葉はなく沼津藩という名も後世付けられたものである）。が、入封から12年後の慶長18年（1613年）に忠佐が死去し、嫡子の大久保忠兼も同年に父に先立って死去していたため、沼津大久保家は無嗣断絶で改易となった。そのため、大きな事跡は残されていない。
その後、沼津の地は駿河府中藩が置かれたときはその領地となり、それ以外の時期は幕府領となり、三枚橋城も火災により廃城・破却された。
沼津に再び大名の本拠が置かれるのは安永6年（1777年）11月6日、水野出羽守忠友が三河大浜藩より2万石で転封してきたことによる。忠友は享保10年（1725年）に殿中刃傷により改易となった信濃松本藩主・水野隼人正忠恒の従兄弟であり、寛保2年（1742年）に忠恒の名跡を継いだ父・出羽守忠穀の跡を継ぎ、明和5年（1768年）に加増により大浜で1万3000石を領して大名に復帰していた。沼津転封後幕府の命により当地に築城したのである。なお、忠友は天明元年（1781年）9月18日に5000石を加増され、天明5年（1785年）5月29日にも5000石を加増された。
第2代藩主・水野忠成は徳川家斉時代に老中として権勢を奮った。田沼意次は賄賂を横行させたと称する説が風評されており、それ以上の「賄賂政治」を行なった人物と称する説が風評されていることがある。なお、忠成も文政4年（1821年）11月11日に1万石の加増を受け、文政12年（1829年）12月6日にも1万石の加増を受けた。
忠成の死後、第3代藩主・水野忠義や第4代藩主・水野忠武らは、天保の改革を行なった水野忠邦から家斉派に対する粛清として、様々な普請を負担するという報復を受けた。
第6代藩主・水野忠寛は井伊直弼に同調して側用人として幕末期に権勢を奮った。第7代藩主・水野忠誠は佐幕派として活動したが、第8代藩主・水野忠敬は慶応4年（1868年）の戊辰戦争で新政府に協力した。徳川家達が駿府藩を立藩するのに伴い、明治元年（1868年）7月に政府の命により上総菊間藩に移封され、沼津藩は廃藩となり、跡地は駿府藩領となった。

## 城地
沼津城　静岡県沼津市大手町
沼津城は狩野川の右岸に築かれた。当時の東海道は城と川に挟まれた場所を通る形となっていた。遺構としては、市内の寺院に移築と伝えられる門がある。

## 歴代藩主

### 大久保家
譜代 2万石 （慶長6年（1601年） - 慶長18年（1613年））
1. 大久保治右衛門忠佐

### 水野家
譜代 2万石→3万石→5万石（安永6年（1777年） - 慶応4年（1868年））
1. 水野出羽守忠友
2. 水野出羽守忠成
3. 水野出羽守忠義
4. 水野出羽守忠武
5. 水野出羽守忠良
6. 水野出羽守忠寛
7. 水野出羽守忠誠
8. 水野出羽守忠敬

## 幕末の領地
- 駿河国
  - 駿東郡のうち - 37村

志下村 (135石8斗8升4合9勺9才5撮)・馬込村 (25石1斗9升0合0勺0才1撮)・獅子浜村 (20石8斗5升0合0勺0才0撮)・江ノ浦村 (14石5斗1升0合0勺0才0撮)・多比村 (37石5斗9升2合9勺9才9撮)・口野村 (98石2斗0升2合0勺0才3撮)・上香貫村元組 (417石4斗7升1合9勺8才5撮)・上香貫村平方 (459石2斗3升4才9合8才5撮)・上香貫村枝郷・小関新田 (20石2斗4升2合0勺0才1撮)・上香貫村ノ内・三十郎新田 (143石3斗0升9合0勺0才6撮)・下香貫村 (1020石2斗2升1合0勺0才8撮)・我入道村 (37石0斗2升8合9勺9才9撮)・善太夫新田 (115石6斗8升4合9勺9才8撮)・竹原村 (388石9斗7升3合9勺9才9撮)・下土狩村 (970石2斗8升4合9勺7才3撮)・中土狩村 (687石1斗9升7合0勺2才1撮)・上土狩村 (332石3斗8升1合0勺1才2撮)・納米里村 (321石7斗9升9合0勺1才1撮)・水窪村 (184石6斗3升2合9勺9才6撮)・伊豆島田村 (307石8斗8升4合0勺0才3撮)・下長窪村 (486石6斗3升2合9勺9才6撮)・南一色村 (290石7斗9升9合0勺1才1撮)・富沢村 (180石8斗3升0合9勺9才4撮)・上石田村 (400石3斗3升8合0勺1才3撮)・下石田村 (388石6斗1升5合9勺9才7撮)・中石田村 (503石3斗1升3合9勺9才5撮)・日吉村 (295石4斗4升6合0勺1才4撮)・高田村 (150石9斗3升2合9勺9才9撮)・岡一色村 (346石2斗9升0合0勺0才9撮)・岡宮村 (655石6斗2升7合9勺9才1撮)・東熊堂村 (333石1斗5升2合0勺0才8撮)・西熊堂村 (498石1斗2升7合0勺1才4撮)・沼津本町 (1244石5斗6升2合0勺1才2撮)・沼津上ヶ土村 (346石1斗6升5合9勺8才5撮)・沼津三枚橋町 (696石0斗9升8合9勺9才9撮)・西間門村 (264石9斗6升7合0勺1才0撮)・東間門村 (211石7斗9升2合9勺9才9撮)		
- - 富士郡のうち - 7村

原田村 (941石1斗1升9合9勺9才5撮)・今泉村 (2951石0斗0升6合1勺0才4撮)・天間村 (696石8斗2升0合9勺8才4撮)・入山瀬村下組 (310石4斗4升9合0勺0才5撮)・東久沢村 (589石1斗8升4合9勺9才8撮)・西久沢村 (229石9斗2升5合0勺0才3撮)・精進川村 (92石0斗2升2合0勺1才8撮)	
- - 志太郡のうち - 7村

小川村 (2040石9斗3升9合9勺4才1撮)・与惣次村 (101石6斗7升5合0勺0才3撮)・祢宜島村 (336石8斗8升5合0勺1才0撮)・一色村 (637石2斗7升3合9勺8才7撮)・大島村 (135石3斗9升3合0勺0才5撮)・上小田村 (179石7斗0升3合0勺0才3撮)・本中根村 (141石9斗7升7合0勺0才5撮)		
- - 益津郡のうち - 3村

焼津北村 (143石4斗7升7合9勺9才7撮)・新屋村 (101石3斗4升3合0勺0才2撮)・焼津村 (898石7斗6升5合9勺9才1撮)		
- 伊豆国
  - 君沢郡のうち - 11村（韮山県に編入）

北江間村 (187石3斗1升6合4勺6才7撮)・天野村 (91石5斗7升0合6勺4才8撮)・谷田村 (388石6斗1升4合7勺1才6撮)・小坂村 (57石5斗7升1合8勺0才0撮)・戸田村 (281石8斗5升7合3勺0才0撮)・中村 (504石9斗5升0合0勺1才2撮)・鶴喰村 (69石7斗5升0合0勺0才0撮)・八反畑村 (175石4斗1升0合0勺0才4撮)・花坂村 (66石1斗8升6合9勺9才6撮)・戸沢村 (82石3斗9升2合7勺0才0撮)・河内村 (225石3斗1升7合9勺9才3撮)	
- - 田方郡のうち - 7村（同上）

畑毛村 (47石1斗3升7合6勺0才0撮)・平井村 (747石5斗7升0合9勺8才4撮)・四日町村 (990石7斗7升0合3勺8才6撮)・北奈古谷村 (626石1斗1升2合0勺0才0撮)・内中村 (129石5斗2升0合9勺9才6撮)・御門村 (245石7斗4升8合9勺9才3撮)・白山堂村 (320石3斗9升7合0勺0才3撮)		
- - 賀茂郡のうち - 14村（同上）

八幡野村 (39石1斗1升8合9勺3才8撮)・浜村 (22石0斗8升4合0勺0才0撮)・白浜村 (293石0斗8升8合5勺0才1撮)・河内村 (50石7斗0升0合6勺3才0撮)・下白岩村 (164石3斗8升2合9勺9才6撮)・赤沢村 (23石7斗6升1合0勺0才0撮)・鎌田村 (335石2斗2升6合9勺9才0撮)・荻村 (52石5斗1升2合0勺0才1撮)・吉田村 (128石1斗8升8合9勺9才5撮)・川奈村 (118石4斗9升7合0勺0才2撮)・富戸村 (84石3斗4升6升0勺0才1撮)・大川村 (115石9斗1升3合0勺0才2撮)・奈良本村 (244石9斗2升5合0勺0才3撮)・稲取村 (310石5斗6升2合9勺8才8撮)		
- 三河国
  - 碧海郡のうち - 16村

・・・・・・・・・・・・・・・・
- - 幡豆郡のうち - 5村

・・・・・
- 越後国
  - 蒲原郡のうち - 35村（うち5村を新発田藩、30村を村松藩に編入）

・・・・・・・・・・・・・・・・・・・・・・・・・・・・・・・・・・・